# Comuna Cârcea, Dolj
Cârcea este o comună în județul Dolj, Oltenia, România, formată numai din satul de reședință cu același nume.

## Demografie
Componența etnică a comunei Cârcea
     Români (90,16%)
     Romi (1,55%)
     Alte etnii (0,28%)
     Necunoscută (8,01%)
Componența confesională a comunei Cârcea
     Ortodocși (88,2%)
     Alte religii (2,2%)
     Necunoscută (9,6%)
Conform recensământului efectuat în 2021, populația comunei Cârcea se ridică la 4.644 de locuitori, în creștere față de recensământul anterior din 2011, când fuseseră înregistrați 3.424 de locuitori. Majoritatea locuitorilor sunt români (90,16%), cu o minoritate de romi (1,55%), iar pentru 8,01% nu se cunoaște apartenența etnică. Din punct de vedere confesional, majoritatea locuitorilor sunt ortodocși (88,2%), iar pentru 9,6% nu se cunoaște apartenența confesională.

## Politică și administrație
Comuna Cârcea este administrată de un primar și un consiliu local compus din 13 consilieri. Primarul, Valerică Pupăză[*], de la Partidul Social Democrat, este în funcție din 2004. Începând cu alegerile locale din 2024, consiliul local are următoarea componență pe partide politice:
|  | Partid                    | Consilieri | Componența Consiliului | Componența Consiliului | Componența Consiliului | Componența Consiliului | Componența Consiliului | Componența Consiliului | Componența Consiliului | Componența Consiliului | Componența Consiliului |
|  | ------------------------- | ---------- | ---------------------- | ---------------------- | ---------------------- | ---------------------- | ---------------------- | ---------------------- | ---------------------- | ---------------------- | ---------------------- |
|  | Partidul Social Democrat  | 9          |                        |                        |                        |                        |                        |                        |                        |                        |                        |
|  | Partidul Național Liberal | 3          |                        |                        |                        |                        |                        |                        |                        |                        |                        |
|  | Uniunea Salvați România   | 1          |                        |                        |                        |                        |                        |                        |                        |                        |                        |